# Vetenskapsåret 1872

## Händelser

### Matematik
- Okänt datum - Ludwig Sylow publicerar Sylows satser.
- Okänt datum - Richard Dedekind publicerar Stetigkeit und irrationale Zahlen, en teori om irrationella tal.[1]
- Okänt datum - Felix Klein presenterar Erlangerprogrammet där han strukturerar geometrin.

### Medicin
- Okänt datum - Moritz Kaposi beskriver Kaposis sarkom.[2][3]

## Pristagare
- Copleymedaljen: Friedrich Woehler, tysk kemist.
- Rumfordmedaljen: Anders Jonas Ångström, svensk fysiker och astronom.
- Wollastonmedaljen: James Dwight Dana, amerikansk geolog, mineralog och zoolog. [4]

## Födda
- 6 maj - Willem de Sitter (död 1934), nederländsk matematiker, fysiker och astronom.

## Avlidna
- 2 april - Samuel Morse (född 1791), amerikansk porträttmålare och telegrafens uppfinnare.
- 24 december - William John Macquorn Rankine (född 1820), brittisk ingenjör och fysiker.

### Fotnoter
1. ↑  Crilly, Tony (2007). 50 Mathematical Ideas you really need to know. London: Quercus. sid. 17. ISBN 978-1-84724-008-8
2. ↑  Kaposi, Moriz (26 februari 1872). ”Idiopathisches multiples Pigmentsarkom der Haut”. Archiv für Dermatologie und Syphilis "4":  ss. 265-73. Translated as: ”Idiopathic Multiple Pigmented Sarcoma of the Skin” (PDF). CA: a cancer journal for clinicians "32":  ss. 342-7. 26 februari 1982. doi:10.3322/canjclin.32.6.342. http://caonline.amcancersoc.org/cgi/reprint/32/6/342. Läst 25 mars 2011.
3. ↑  ”Moriz Kohn Kaposi”. Whonamedit?. http://www.whonamedit.com/doctor.cfm/621.html. Läst 25 mars 2011.
4. ↑  ”Geological Society”. Arkiverad från originalet den 5 juni 2011. https://web.archive.org/web/20110605102217/http://www.geolsoc.org.uk/gsl/society/history/page750.html. Läst 13 april 2011.